# Perpezac-le-Noir
Perpezac-le-Noir település Franciaországban, Corrèze megyében. Lakosainak száma 1254 fő (2022. január 1.). Perpezac-le-Noir Espartignac, Estivaux, Lagraulière, Saint-Bonnet-l’Enfantier, Saint-Pardoux-l’Ortigier és Vigeois községekkel határos.

## Népesség
A település népességének változása:
| Lakosok száma | 971  | 830  | 870  | 1003 | 1071 | 1101 | 1166 | 1219 | 1223 | 1254 |
|               | 1968 | 1982 | 1990 | 2006 | 2013 | 2015 | 2017 | 2019 | 2020 | 2022 |